# Classe 66/6

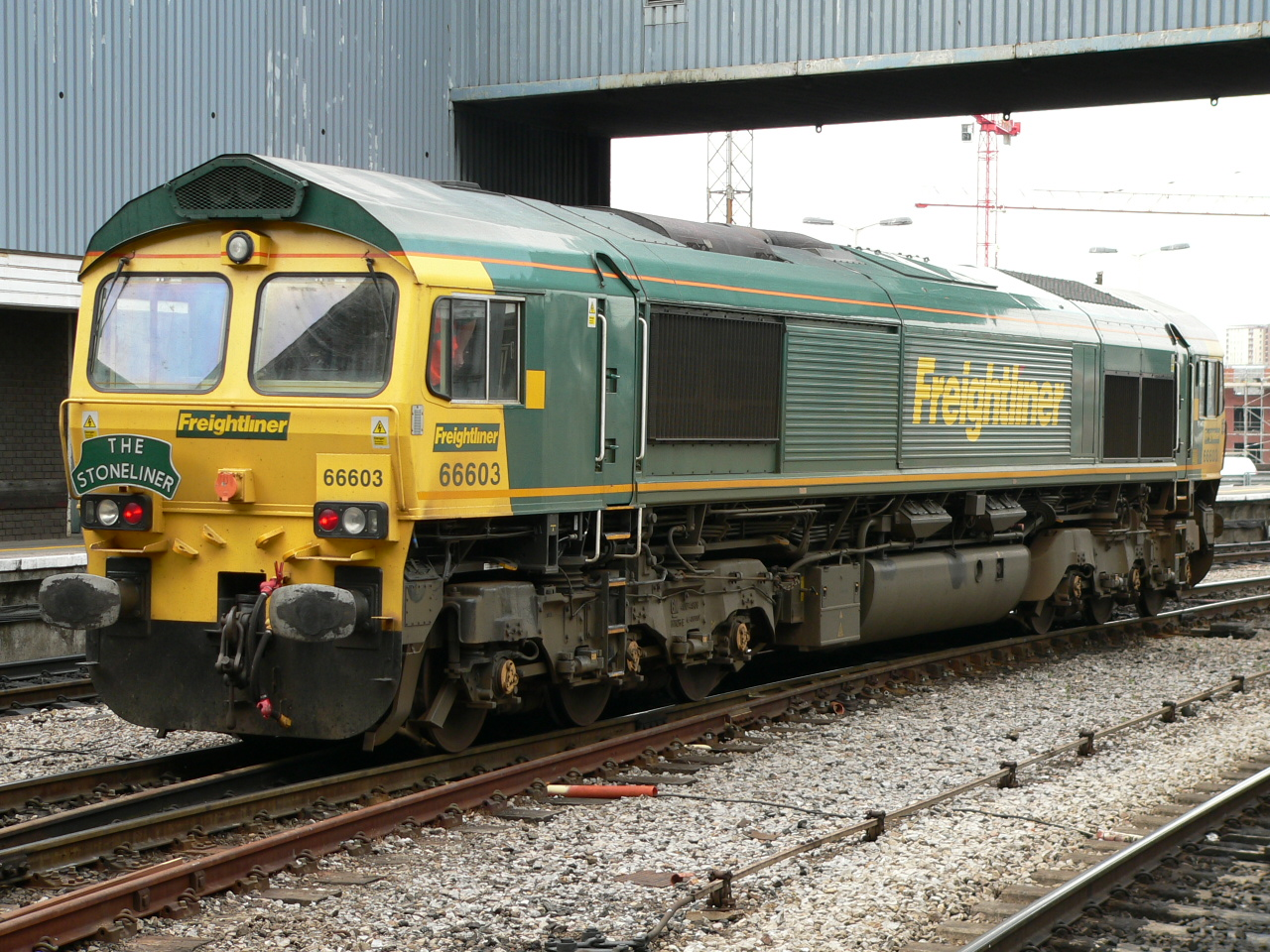
Locomotive n° 66603 à Bristol Temple Meads le 28 juin 2005. Cette locomotive porte l'ancienne disposition des feux lumineux.

La Classe 66/6 est une sous-série de locomotives diesel de la Classe 66 de type Co-Co des chemins de fer britanniques. Elle comprend des machines commandées par Freightliner et construites selon une conception légèrement modifiée. 

## Caractéristiques
Le rapport de transmission a été démultiplié pour faciliter l'exploitation, avec en contrepartie une vitesse limitée à 105 km/h. Elles sont numérotées 66601-22.
Les six premières, n° 66601-6, ont conservé l'ancienne disposition des feux lumineux, tandis que les machines n° 66607-22 ont reçu les nouveaux feux Group Standard.  Elles sont toutes peintes en vert Freightliner. Cette société exploite aussi des locomotives Classe 66 appartenant aux sous-séries 66/5 et 66/9.

## Sous séries
Sous-séries de la Classe 66
- 66/0
- 66/4
- 66/5
- 66/6
- 66/7
- 66/9